# Adraga crassivena
Adraga crassivena är en tvåvingeart som beskrevs av Kertesz 1916. Adraga crassivena ingår i släktet Adraga och familjen vapenflugor. Inga underarter finns listade i Catalogue of Life.